# Постійне представництво Ради Міністрів УРСР при Раді Міністрів СРСР
Постійне представництво Ради Міністрів УРСР при Раді Міністрів СРСР — постійно діюча місія УРСР при Уряді СРСР, знаходилася в Москві в Леонтіївському провулку (у 1924 р. вона знаходилась за адресою Ковпачний провулок 5).

## Завдання представництва
Представництво утворене з метою забезпечення систематичного зв'язку між урядом УРСР та урядом СРСР у розгляді і вирішенні питань, поставлених Радою Міністрів та іншими органами УРСР, в Раді Міністрів СРСР та інших органах СРСР;
- Брало участь у розробці і розгляді проектів постанов і розпоряджень Ради Міністрів СРСР з питань, що стосуються Української РСР;
- у підготовці і розгляді в Держплані СРСР, міністерствах, державних комітетах і відомствах СРСР, а також у комісіях, що утворюються Радою Міністрів СРСР, проектів державних планів економічного і соціального розвитку, державного бюджету та інших питань, що стосуються Української РСР;

## Історія діяльності
У грудні 1921 року було засноване Повноважне представництво УСРР в РСФРР, утворене через об'єднання дипломатичної місії УСРР при РНК РСФРР та Представництва УСРР у справах господарського будівництва при уряді РСФРР. Повноважне представництво було не тільки органом зв'язку з урядом РСФРР та іншими радянськими республіками й зарубіжними країнами, а й деякою мірою виконувало функції дипломатичного органу.
З утворенням Радянського Союзу Повноважне представництво втратило функції зовнішніх зносин, воно перестало іменуватися «повноважним» і постійно перебувало при уряді СРСР. Його функції були визначені в Положенні про Постійне представництво УСРР при уряді СРСР від 24 січня 1924. Згідно з Положенням Постійне представництво створювалося для зв'язку УСРР з СРСР, максимального виявлення у загальносоюзному будівництві політичних, економічних, культурних, побутових та інших відмінностей і потреб УСРР, а також для захисту її інтересів. Крім узгодження позицій в економічному і культурному будівництві, воно мало право брати участь у законодавчій діяльності.
У лютому 1931 постійне представництво УРСР було перетворено на постійне представництво Уряду УРСР при Уряді СРСР, його компетенція звузилася і була обмежена питаннями господарського та культурного будівництва.
За розпорядженням N ГКО-5296 від 5 березня 1944 року Державного комітету оборони СРСР Раднаркому УРСР для розміщення в ньому Постійного Представництва  Раднаркому УРСР при Раднаркомі СРСР було передано двоповерховий будинок площею 1038 кв.м за адресою: м. Москва,  Леонтіївський провулок, 18/17.
У 1947 році представництво УРСР в Москві було перетворене на Постійне представництво Ради Міністрів УРСР при Раді Міністрів СРСР. Згідно з Положенням від 29 грудня 1976 воно мало право брати участь у розробці й розгляді урядовими органами СРСР проектів постанов і розпоряджень, проектів народногосподарських планів, державного бюджету та інших питань, що стосувалися України, виконувати окремі завдання і доручення українського уряду, здійснювати зв'язок органів управління УРСР з відповідними органами СРСР та інших союзних республік.
У 1991 році Постійне представництво Ради Міністрів УРСР при Раді Міністрів СРСР припинило своє існування.
У 1992 році в будівлі представництва почало роботу Посольство України в Росії.

## Постійні представники УРСР при уряді СРСР
| N  | Країна | Представник                  | Фото | Період                   |
| -- | ------ | ---------------------------- | ---- | ------------------------ |
| 1  | УРСР   | Полоз Михайло Миколайович    |      | (1921-1922)              |
| 2  | УРСР   | Приходько Антон Терентійович |      | (1922-1924)              |
| 3  | УРСР   | Петровський Данило Іванович  |      | (1924-1929)              |
| 4  | УРСР   | Сухомлин Кирило Васильович   |      | (1932)                   |
| 5  | УРСР   | Порайко Василь Іванович      |      | (1932-.08.1935)          |
| 6  | УРСР   | Поляков Василь Васильович    |      | (.08.1935-.09.1937)      |
| 7  | УРСР   | Рожанський Павло Павлович    |      | (1942-1943)              |
| 8  | УРСР   | Петренко Мефодій Самойлович  |      | (в.о., 1943-1944)        |
| 9  | УРСР   | Рудницький Петро Васильович  |      | (.10.1944-.04.1946)      |
| 10 | УРСР   | Підгорний Микола Вікторович  |      | (.04.1946-.05.1950)      |
| 11 | УРСР   | Крупко Олександр Петрович    |      | (в.о.,.05.1950-.10.1950) |
| 12 | УРСР   | Онищенко Григорій Потапович  |      | (.10.1950-1953)          |
| 13 | УРСР   | Дудін Юрій Іванович          |      | (1953-1976)              |
| 14 | УРСР   | Пічужкін Михайло Сергійович  |      | (1976-.03.1991)          |
| 15 | УРСР   | Федоров Володимир Григорович |      | (.10.1991-1992)          |

## Законодавче забезпечення діяльності представництва
- РАДА НАРОДНІХ КОМІСАРІВ УСРР ПОСТАНОВА від 11 січня 1926 р. Харків Наказ Постійному Представництву УСРР при Уряді СРСР[5]
- РАДА МІНІСТРІВ УКРАЇНСЬКОЇ РСР ПОСТАНОВА від 29 грудня 1976 р. N 588 Київ Про затвердження Положення про Постійне представництво Ради Міністрів Української РСР при Раді Міністрів СРСР[6]
- РАДА МІНІСТРІВ УКРАЇНСЬКОЇ РСР ПОСТАНОВА від 28 січня 1981 р. N 45 Київ Про внесення змін до Положення про Постійне представництво Ради Міністрів УРСР при Раді Міністрів СРСР[7]